# Jugendwerk St. Joseph

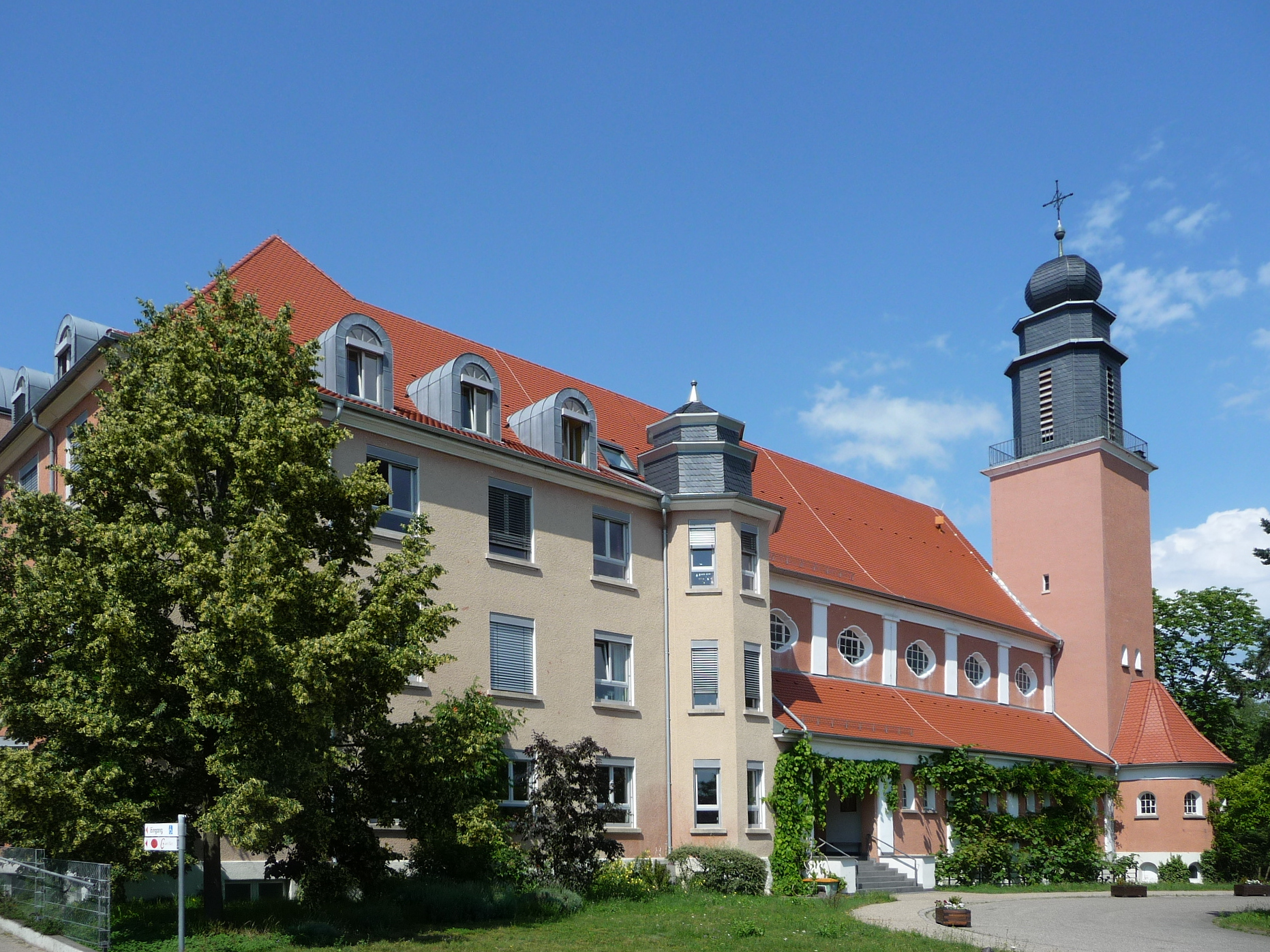
Denkmalgeschützte Kirche St. Josef rechts im Bild

Das Jugendwerk St. Joseph ist ein Bauwerk in Landau in der Pfalz. Es steht in Teilen unter Denkmalschutz. Träger ist der Katholische Jugendfürsorgeverein für die Diözese Speyer e.V.

## Lage
Das Ensemble befindet sich im Osten des Stadtteils Queichheim in der Queichheimer Hauptstraße. Weiter nördlich verläuft die Queich und östlich der Birnbach.
Zum Ensemble gehört die denkmalgeschützte zweischiffige Kirche, die in den Jahren 1925 und 1926 im barockisierendem Heimatstil errichtet wurde: sie enthält teilweise expressionistische Motive.

## Geschichte und Organisation
Das katholische Jugend-Erziehungsheim St. Joseph entstand Anfang des 20. Jahrhunderts auf Initiative des Katholischen Jugendfürsorge-Vereins der Pfalz als Zweigniederlassung des von Jakob Friedrich Bussereau gegründeten „St.-Paulus-Stift“. Eröffnet wurde es am 1. Oktober 1910; die Leitung übernahm Nikolaus Moll. Zudem ist gegenwärtig in den Räumlichkeiten der Förderverein St. Paulusstift Landau e. V. untergebracht.

## Persönlichkeiten
- Joseph Schwind (1851–1927), katholischer Priester, Domkapitular und Generalvikar der Diözese Speyer, wirkte als bischöflicher Kommissar für die Institution
- Franz Joseph Gebhardt (1869–1945), katholischer Priester, Domkapitular und Domdekan, von 1933 bis zu seinem Tod erster Vorsitzender des Kuratoriums des seinerzeitigen Landeserziehungsheims
- Daniel Gebhart (* 1986), Schriftsteller und Unternehmer, lebte ab dem 15. Lebensjahr vor Ort